# Vila Mou
Vila Mou é uma povoação portuguesa do Município de Viana do Castelo que foi sede da extinta Freguesia de Vila Mou, freguesia que tinha 3,02 km² de área e 566 habitantes (2011), e, por isso, uma densidade populacional de 187,4 hab/km².
A Freguesia de Vila Mou foi extinta (agregada) pela reorganização administrativa de 2012/2013, tendo o seu território sido integrado na então criada União de Freguesias de Torre e Vila Mou.
Em 11 de Agosto de 1795, até à extinção dos senhorios, foi integrada na Vila Nova de Lanheses por mercê real a favor de Sebastião Pereira Cirne de Abreu.

## População
| População da freguesia de Vila Mou | População da freguesia de Vila Mou | População da freguesia de Vila Mou | População da freguesia de Vila Mou | População da freguesia de Vila Mou | População da freguesia de Vila Mou | População da freguesia de Vila Mou | População da freguesia de Vila Mou | População da freguesia de Vila Mou | População da freguesia de Vila Mou | População da freguesia de Vila Mou | População da freguesia de Vila Mou | População da freguesia de Vila Mou | População da freguesia de Vila Mou | População da freguesia de Vila Mou |
| ---------------------------------- | ---------------------------------- | ---------------------------------- | ---------------------------------- | ---------------------------------- | ---------------------------------- | ---------------------------------- | ---------------------------------- | ---------------------------------- | ---------------------------------- | ---------------------------------- | ---------------------------------- | ---------------------------------- | ---------------------------------- | ---------------------------------- |
| 1864                               | 1878                               | 1890                               | 1900                               | 1911                               | 1920                               | 1930                               | 1940                               | 1950                               | 1960                               | 1970                               | 1981                               | 1991                               | 2001                               | 2011                               |
| 503                                | 508                                | 498                                | 479                                | 495                                | 494                                | 498                                | 625                                | 729                                | 691                                | 592                                | 581                                | 558                                | 564                                | 566                                |

| Distribuição da População por Grupos Etários | Distribuição da População por Grupos Etários | Distribuição da População por Grupos Etários | Distribuição da População por Grupos Etários | Distribuição da População por Grupos Etários | Distribuição da População por Grupos Etários | Distribuição da População por Grupos Etários | Distribuição da População por Grupos Etários | Distribuição da População por Grupos Etários | Distribuição da População por Grupos Etários |
| -------------------------------------------- | -------------------------------------------- | -------------------------------------------- | -------------------------------------------- | -------------------------------------------- | -------------------------------------------- | -------------------------------------------- | -------------------------------------------- | -------------------------------------------- | -------------------------------------------- |
| Ano                                          | 0-14 Anos                                    | 15-24 Anos                                   | 25-64 Anos                                   | > 65 Anos                                    |                                              | 0-14 Anos                                    | 15-24 Anos                                   | 25-64 Anos                                   | > 65 Anos                                    |
| 2001                                         | 72                                           | 85                                           | 266                                          | 141                                          |                                              | 12,8%                                        | 15,1%                                        | 47,2%                                        | 25,0%                                        |
| 2011                                         | 65                                           | 55                                           | 286                                          | 160                                          |                                              | 11,5%                                        | 9,7%                                         | 50,5%                                        | 28,3%                                        |